# Wadzim Zajcau
Wadzim Jurjewicz Zajcau (biał. Вадзім Юр'евіч Зайцаў, ros. Вадим Юрьевич Зайцев, Wadim Jurjewicz Zajcew, ur. 1964 w obwodzie żytomierskim, Ukraińska SRR) – białoruski wojskowy, I zastępca przewodniczącego Państwowego Komitetu Wojsk Pogranicznych, a następnie Państwowego Komitetu Pogranicznego Republiki Białorusi (2007–2008), przewodniczący Komitetu Bezpieczeństwa Państwowego Republiki Białorusi (od 2008 do 2012).

## Życiorys
W 1986 ukończył studia w Moskiewskiej Wyższej Szkole Oficerskiej Wojsk Pogranicznych KGB ZSRR. W 1997 został absolwentem Akademii Federalnej Służby Pogranicznej Rosji, a w 2004 ukończył Akademię Wojskową Sztabu Generalnego Sił Zbrojnych Federacji Rosyjskiej.
Służył na różnych stanowiskach w strukturach wojsk ochrony pogranicza Związku Radzieckiego i Republiki Białorusi. W latach 1986–1994 pełnił funkcje zastępcy naczelnika i naczelnika posterunku granicznego. Od 1997 do 1998 pracował w Zarządzie Ochrony Granicy Państwowej w Sztabie Państwowego Komitetu Wojsk Pogranicznych Białorusi. W latach 1998–2002 pełnił służbę w Pińskim Oddziale Pogranicznym na stanowiskach szefa sztabu (w randze zastępcy naczelnika oddziału), a następnie naczelnika oddziału.
Po ukończeniu studiów w Moskwie został skierowany do pracy w kierowniczych organach Państwowego Komitetu Wojsk Pogranicznych. Od lipca 2005 był zastępcą przewodniczącego Komitetu i naczelnikiem zarządu głównego, a od kwietnia 2007 naczelnikiem sztabu w randze I zastępcy przewodniczącego Komitetu. Po przekształceniu Komitetu w Państwowy Komitet Pograniczny 29 września 2007 objął funkcję I zastępcy przewodniczącego oraz naczelnika zarządu głównego.
15 lipca 2008 otrzymał nominację na stanowisko przewodniczącego Komitetu Bezpieczeństwa Państwowego (KDB). 2 lutego 2011 roku znalazł się na liście pracowników organów administracji Białorusi, którzy za udział w domniemanych fałszerstwach i łamaniu praw człowieka w czasie wyborów prezydenckich w 2010 otrzymali zakaz wjazdu na terytorium Unii Europejskiej.
9 listopada 2012 został odwołany ze stanowiska w związku z samobójstwem jednego z wysokich funkcjonariuszy KGB.
W 2009 otrzymał stopień generała-porucznika.